# Agoria
Agoria (właśc. Sébastien Devaud) – francuski DJ i producent muzyczny.
Zainspirowany wpływami Jazzu i Detroit techno, Agoria jest jednym spośród artystów francuskiej sceny elektronicznej.
Rozpoczynając swoją karierę od niezwykle napiętego grafiku, Agoria stał się ważną postacią w europejskiej scenie techno. Grał w wielu klubach na całym świecie obok największych artystów takich jak m.in. DJ Hell, Kevin Saunderson, Carl Cox, Colin Dale, Joey Beltram, Ritchie Hawtin, czy Christian Vogel.
Sébastien dorastał w środowisku muzycznym – jego ojciec jest śpiewakiem operowym. W 1997 r. zaczął tworzyć swój własny materiał. Jego brzmienie przyciągnęło wielu niezależynch francuskich wytwórni jak np. UMF, Tekmics, Zebra 3, A-Traction i jest grane przez najlepszych DJ-ów. Wspierają go również tacy artyści jak Laurent Garnier, Dave Clarke, Sven Vath, Luke Slater, DJ Hell.
W 2000 roku został pierwszym DJ-em który otrzymał prestiżowe stypendium FAIR przeznaczone dla utalentowanych francuskich artystów oraz podpisuje pierwszy publiczny kontrakt z angielską wytwórnią Peer Music.

## Dyskografia

### Albumy
- 2003: Blossom
- 2006: The Green Armchair
- 2008: Go Fast
- 2011: Impermanence

### Kompilacje
- 2005: Cute & Cult
- 2007: At The Controls